# Marcus Dove
Marcus Anthony Dove (Bellflower, 17 giugno 1985) è un cestista statunitense, professionista nella NBDL e in Europa.